# Kai Nagel

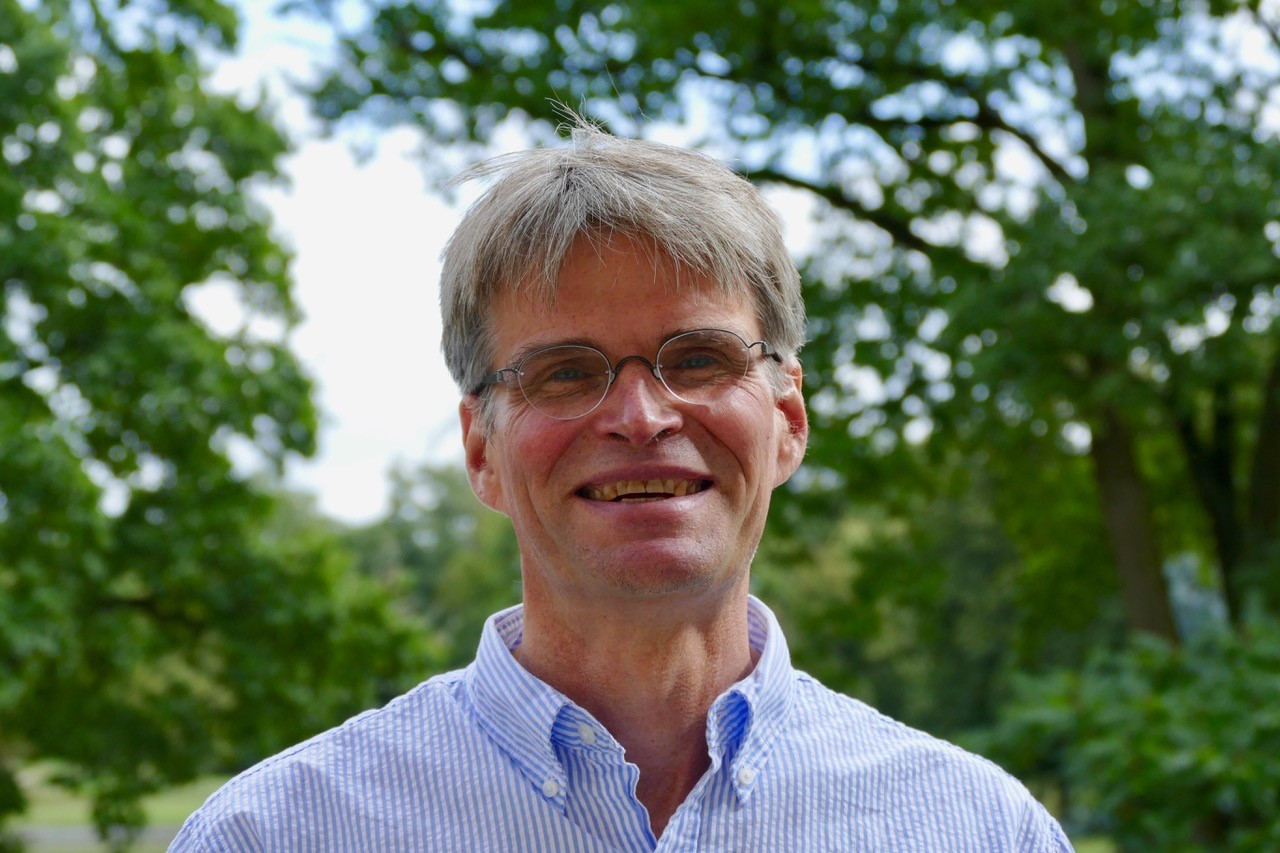
Kai Nagel

Kai Nagel (* 17. September 1965 in Köln) ist ein deutscher Informatiker, theoretischer Physiker und Hochschullehrer auf dem Gebiet der Verkehrssystemplanung und Verkehrstelematik.

## Leben
Kai Nagel studierte Physik und Meteorologie an der Universität zu Köln und an der Universität Pierre und Marie Curie in Paris. 1991 wurde er wissenschaftlicher Mitarbeiter von Achim Bachem am Zentrum für Paralleles Rechnen in Köln, 1993/1994 hatte er Forschungsaufenthalte am Los Alamos National Laboratory, am Santa Fe Institute und am Brookhaven National Laboratory. 1992 veröffentlichte er gemeinsam mit Michael Schreckenberg das so genannte Nagel-Schreckenberg-Modell zur Simulation des Straßenverkehrs. 1994 promovierte er in Informatik. Von 1995 bis 1999 arbeitete er am Los Alamos National Laboratory, zuletzt als „Research Team Leader“, wo er das Nagel-Schreckenberg-Modell in den USA für Parallelrechner weiterentwickelte und unter dem Namen „Transims“ vermarktete. Von 1999 bis 2004 war er Assistenzprofessor in Informatik an der ETH Zürich am Institut für wissenschaftliches Rechnen. Seit 2004 ist er Professor für Verkehrssystemplanung und Verkehrstelematik an der TU Berlin. Kai Nagel ist einer der Entwickler des Open-Source-Programms MATSim (Multi Agent Transport Simulation).
Ab 2020 gehörte Nagel zu den Fachleuten, die die deutsche Bundes- und die Landesregierungen während der COVID-19-Pandemie berieten. Im März 2021 erregte seine Warnung vor einer möglichen Inzidenz von 2000, die im Mai 2021 entsprechend seiner Modellierungen erreicht werden könnte, mediales Aufsehen. Als mögliche Maßnahme, diese zu vermeiden, sprach er sich für intensives Testen aus. Als mögliche Gründe dafür, warum diese und andere Prognosen sich nicht bestätigten, nannte im Mai die Zeitschrift Focus, dass sich Faktoren wie Schulöffnung, Aktivitätsniveau, niedrige Impfquote, wenig Tests in Einrichtungen, die den Modellierungen zugrunde lagen, geändert hatten.
2023 wurde Nagel zum Mitglied der Deutschen Akademie der Technikwissenschaften (acatech) gewählt.